# Fastsaat
Fastsaat, auch Faßsaat, war in Holstein, insbesondere auf Fehmarn, ein Flächenmaß. Das Aussaatmaß war von der Scheffelsaat (1 S. = 36 Quadratruten) abhängig.
- 1 Fastsaat/Faßsaat = ¼ Scheffelsaat/Schippsaat = 9 Quadratruten

Die kurze Maßkette war
- 1 Drömt(saat) = 12 Scheffelsaat = 48 Fastsaat